# Pinocchio (1972)
Pinocchio (Originaltitel: Le avventure di Pinocchio) ist eine italienische Fernseh-Miniserie aus dem Jahr 1972. Regie führte Luigi Comencini nach dem Kinderbuch von Carlo Collodi. In Deutschland wurde die Serie 1973 erstmals ausgestrahlt, eine stark geschnittene Version 1978 als Kinofilm aufgeführt.

## Handlung
Tischler Geppetto schnitzt die Holzfigur Pinocchio, die von einer guten Fee zu Leben erweckt wird und zahlreiche Abenteuer besteht: mit Räubern, Katze und Fuchs, in phantastischen Welten. Am Ende wird sie wieder mit ihrem Schöpfer zusammengeführt.

## Örtlichkeiten
Die Filmaufnahmen zum Haus der Fee fanden am Lago di Martignano statt. Eine andere Szene spielt an der Brücke Ponte di San Pietro am Fluss Fiora nahe Ischia di Castro.

## Fassungen
Die Miniserie existiert auch für die Fernsehausstrahlungen in unterschiedlich langen Fassungen. Die längste wird mit 320 Minuten angegeben und besteht aus 6 Episoden.
Arte erstellte 2002 eine akustische Bildbeschreibung für weitere Fernsehausstrahlungen. Sprecherin ist Barbara Stoll.
Die bei Arte 2006 gesendete Filmfassung (mit Audiodeskription) hat eine Spieldauer von 126 Minuten.

## Kritik an der deutschen Kinofassung
Zur deutschen, 92 Minuten langen Fassung des 320 Minuten umfassenden Originals meinte R.E. im Filmdienst: „…letztlich dominiert der Ärger über die Lieblosig- und Stümperhaftgkeit der deutschen Fassung. Mit diesem faden Stückwerk […] dürfte man weder Kinder noch Erwachsene ins Kino locken.“ Auch das Lexikon des internationalen Films urteilte so: „Die verstümmelte deutsche Fassung des schönen Fernsehfilms läßt nur wenig von der Poesie und Spannung der Vorlage ahnen.“